# Zamach w Mogadiszu (2011)
 Zamach w Mogadiszu – atak terrorystyczny w stolicy Somalii, który miał miejsce 4 października 2011. W wyniku zamachu zorganizowanego przez somalijską islamistyczną organizację Al-Shaabab powiązaną z Al-Kaidą, zginęło co najmniej 139 osób, a 93 odniosło obrażenia.

## Tło
W sierpniu 2011 Szebabowie ogłosili wycofanie się z Mogadiszu po rocznych walkach. Oficjalnym powodem miała być zmiana taktyki wojennej na powrót do działalności terrorystycznej. Faktycznie złożyła się na to też susza, która nękała latem 2011 Somalię.

## Zamach
Terroryści zdetonowali bomby umiejscowione w samochodzie-pułapce przed rządowymi budynkami, w których mieściły się cztery ministerstwa. Do ataku przyznała się natychmiast organizacja Al-Shaabab.
Był to najbardziej krwawy zamach terrorystyczny w somalijskiej stolicy od czasu rozpoczęcia wojny domowej.